# Orimarga (Orimarga) nigroapicalis
Orimarga (Orimarga) nigroapicalis is een tweevleugelige uit de familie steltmuggen (Limoniidae). De soort komt voor in het Neotropisch gebied.